# جونو فرانكي بيرس
جونو فرانكي سياي بيرس (بالإنجليزية: Juno Frankie Pierce)‏ المعروفة أيضًا باسم فرانكي بيرس أو جاي. فرانكي بيرس (1864-1954)، كانت مربيةً أمريكية من أصل إفريقي ومناديةً بحق النساء في التصويت. افتتحت بيرس مدرسة تينيسي المهنية للفتيات الملونات في عام 1923، وعملت مديرةً لها حتى عام 1939. استمرت المدرسة في العمل حتى عام 1979. ألقت بيرس، ابنة العبد، كلمة أمام النساء البيض في حفل افتتاح مؤتمر رابطة الناخبات في تينيسي، الذي عقد في تينيسي كابيتول في مايو عام 1920.

## نشأتها وتعليمها
ولدت جونو فرانكي ساي بيرس في ناشفيل في نحو عام 1864، والدها فرانك ساي عبدٌ معتوق، ووالدتها نيلي ساي، كانت أمةً في منزل العقيد روبرت ألين، العضو في مجلس النواب الأمريكي من مقاطعة سميث. التحقت بيرس بمدرسة جون جي. مكي للمعتوقين، التي أنشئت كبعثة مشيخية في ناشفيل، تينيسي. واصلت تعليمها في جامعة روجر ويليامز في ناشفيل. درست في مدرسة بيلفيو، وهي مدرسة حكومية للأطفال السود. تزوجت بيرس من كليمنت جاي. بيرس وانتقلت معه إلى باريس، تكساس. عادت بعد وفاته إلى ناشفيل لتعيش مع والدتها نيلي ساي. كانت بيرس ووالدتها ناشطتان في الكنيسة المعمدانية الأولى للملونين، كابيتول هيل.

## مدرسة تينيسي المهنية للفتيات الملونات
نظمت النساء السود في ناشفيل أنديةً علمانية وذات صلة بالكنيسة بهدف ملاحقة أهدافهن لتحقيق العدالة الاجتماعية، مثل تحسين المدارس، ورعاية الأطفال، ودور الإيواء. أسست بيرس رابطة إحياء النساء السود، وشغلت منصب الرئيس. أسست أيضًا اتحاد أندية ناشفيل للنساء الملونات، وعملت في اللجنة الإدارية الأولى لرابطة المثلث الأزرق التابعة لجمعية الشابات المسيحية العالمية (يوكا).
سار أعضاء الأندية التي تقودها بيرس إلى مكتب رئيس البلدية للمطالبة بمراحيض عامة للنساء السود في وسط مدينة ناشفيل. نتيجة لذلك، ركبت مونتغومري وارد مراحيضًا للنساء السود في متجرها.
كان أحد أهداف بيرس إنشاء مدرسة مهنية مدعومة من الدولة للأطفال السود الجانحين. نظرًا لعدم تمكن الأطفال السود من الالتحاق بمدارس البيض، فإن البديل الوحيد هو أخذهم إلى السجن. عملت بيرس مع الأندية للضغط من أجل تشريع إنشاء المدرسة. بعد التصديق على التعديل التاسع عشر في عام 1920، الذي منح النساء الحق في التصويت في جميع أنحاء الدولة، أقرت الجمعية العامة في تينيسي مشروع قانون لإنشاء مدرسة تينيسي المهنية للفتيات الملونات في 7 أبريل عام 1921.
افتتحت المدرسة في 2700 هيمان ستريت، ناشفيل، في 8 أكتوبر عام 1923. قدمت المدرسة تدريبًا أكاديميًا ومهنيًا للفتيات اللاتي تتراوح أعمارهن من 12 إلى 15 سنة، حتى الصف التاسع. عملت بيرس مديرة للمدرسة، وشغلت المنصب حتى عام 1939. نفذت برنامجًا لتنمية الشخصية الذي ركز على الصحة، والترفيه، والاحتياجات البدنية، والتدريب الأخلاقي، والدين. بلغ عدد الطلاب الملتحقين بالمدرسة 35 طالبًا من مختلف أنحاء تينيسي في سنة افتتاحها، لكنها نمت من بعد ذلك.
حصلت المدرسة على دعم اتحاد أندية المدن للنساء الملونات، التي عملت بيرس كمنظمة لها. أشرفت الدكتورة ماتي إي. كولمان على بيرس واستمرت في عملها حتى وفاتها عام 1942.

## وصلات خارجية
جونو فرانكي بيرس على موقع فايند أغريف